# Brown Eyed Girl
Brown Eyed Girl — пісня Вен Моррісона, випущена 1967 року. Вийшла в альбомі Blowin' Your Mind!, а також як сингл.
Ця пісня потрапила до списку 500 найкращих пісень усіх часів за версією журналу Rolling Stone.